# The Wiz (film)
The Wiz is een Amerikaanse musical-film, uitgebracht in 1978. Het is de verfilming van de gelijknamige Broadway musical uit 1975. Opvallend is de rolbezetting die geheel Afro-Amerikaans is, wat voor een heel eigen karakter zorgt.
De film kan ook wel worden beschouwd als een moderne versie van de film The Wizard of Oz uit 1939, die gebaseerd is op de verhalen uit 1900-1920 over de tovenaar van Oz van schrijver L. Frank Baum.
Gezichtsbepalend voor de film zijn Diana Ross in de rol van Dorothy en Michael Jackson als de vogelverschrikker.

## Opbrengst
The Wiz bleek een commerciële mislukking te zijn, aangezien de productie van $24.000.000,- voor slechts $13.600.000,- werd terugverdiend aan de bioscoopkassa.  Hoewel prerelease-uitzendrechten voor televisie aan CBS waren verkocht voor meer dan $10.000.000,- , leden Motown en Universal uiteindelijk een nettoverlies van $10.400.00 door de film, die destijds de duurste filmmusical ooit gemaakt was. Het falen van de film zorgde ervoor dat Hollywood-studio's niet langer de volledig zwarte cast filmprojecten produceerden die tijdens de jaren zeventig populair waren geworden.

## Verschillen met de film uit 1939
De film verschilt aanmerkelijk van de The Wizard of Oz uit 1939. Zo is de hoofdpersoon, Dorothy, hier geen fris, jong meisje in een gezin van hardwerkende boeren in Kansas, maar komt ze uit een zeer grote en welgestelde familie in New York. Ze is een ietwat angstige, altijd zorgelijk kijkende vrouw (nominaal 24 jaar oud, maar de dan 33-jarige Diana Ross kan dat goed uitstralen), die in haar carrière als leerkracht vastgelopen is.
Dorothy's magische schoentjes zijn niet rood, zoals in de verfilming van 1939, maar zilverkleurig zoals in het boek (en ook in het latere The Muppets' Wizard of Oz). Het land Oz is hier een versie van New York, compleet met wolkenkrabbers, metrostations en gele taxi's. De boze heks heeft graffiti verboden, wat haar heel impopulair maakt. De vogelverschrikker is niet gevuld met stro maar met snippers bedrukt papier: hij leest regelmatig voor uit eigen inhoud. Aan de blikken man glimt niets. De laffe leeuw is binnen de kortste keren bezig met heldhaftige krachtpatserij. De "Flying Monkeys" zijn een motorbende in plaats van vliegende apen.
Het opvallendste verschil is dat de film uit 1939 een verhaal vertelt, ondersteund door liedjes, terwijl de film uit 1978 een aaneenschakeling van zang en dans is, onderbroken door stukjes verhaal. De liedjes "Ease On Down The Road" en "A Brand New Day" werden hits. De film zelf was financieel geen succes.

## Nederland
In Nederland is door Joop van den Ende een geheel eigen theatervoorstelling uitgebracht, onder deze zelfde titel, The Wiz, met gebruikmaking van liedjes uit deze musical.

## Rolverdeling
| Acteur                  | Personage                               |
| ----------------------- | --------------------------------------- |
| Diana Ross              | Dorothy Gale                            |
| Michael Jackson         | Scarecrow                               |
| Nipsey Russell          | Tin Man                                 |
| Ted Ross                | Cowardly Lion / Fleetwood Coupe DeVille |
| Richard Pryor           | Herman Smith / The Wiz                  |
| Lena Horne              | Glinda                                  |
| Mabel King              | Wicked Witch of the West                |
| Thelma Carpenter        | Miss One, the Good Witch of The North   |
| Theresa Merritt         | Shelby Gale / Em                        |
| Stanley Greene          | Henry                                   |
| Johnny Brown            | kraai                                   |
| Derrick Bell            | kraai                                   |
| Roderick-Spencer Sibert | kraai                                   |
| Kashka Banjoko          | kraai                                   |
| Ronald "Smokey" Stevens | kraai                                   |
| Quincy Jones            | Emerald City Pianist                    |
| Luther Vandross         |                                         |